# Barika
Barika (arab. بلدية براقي) – miasto w Algierii, w Batina. W 2008 liczyło 104 398 mieszkańców.